# 이바라키현 북부 지진
이바라키현 북부 지진(일본어: 茨城県北部地震)은 2016년 12월 28일 일본 이바라키현 북부 지역에서 일어난 규모 M6.3의 지진이다. 2011년 4월 11일 일어난 2011년 4월 후쿠시마현 하마도리 지진의 여진이다. 이바라키현 다카하기시에서 최대진도 6약을 관측하였다. 이 지진으로 2명이 부상을 입었으며 건물 5채가 일부 파손되는 피해를 입었다.

## 진도
진도5약 이상의 흔들림을 관측한 지역은 다음과 같다.
| 진도 | 도도부현   | 시구정촌     |
| ---- | ---------- | ------------ |
| 6약  | 이바라키현 | 다카하기시   |
| 5강  | 이바라키현 | 히타치시     |
| 5약  | 이바라키현 | 히타치오타시 |

이 외에 일본 기상청 추계진도분포에서는 이바라키현 기타이바라키시에서 진도 5약-5강 사이의 진동을 느꼈을 것이라 추정하고 있다.

## 같이 보기
- 도호쿠 지방 태평양 해역 지진